# HD88182
HD88182 — хімічно пекулярна зоря спектрального класу A3, що має видиму зоряну величину в смузі V приблизно  6,2.
Вона  розташована на відстані близько 259,5 світлових років від Сонця.

## Фізичні характеристики
Зоря HD88182 обертається 
досить швидко 
навколо своєї осі. Проєкція її екваторіальної швидкості на промінь зору становить  Vsin(i)= 99км/сек.